# Hoofddorp

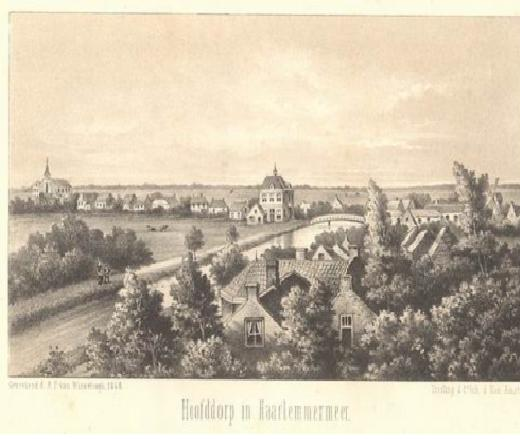
Hoofddorp rond 1900

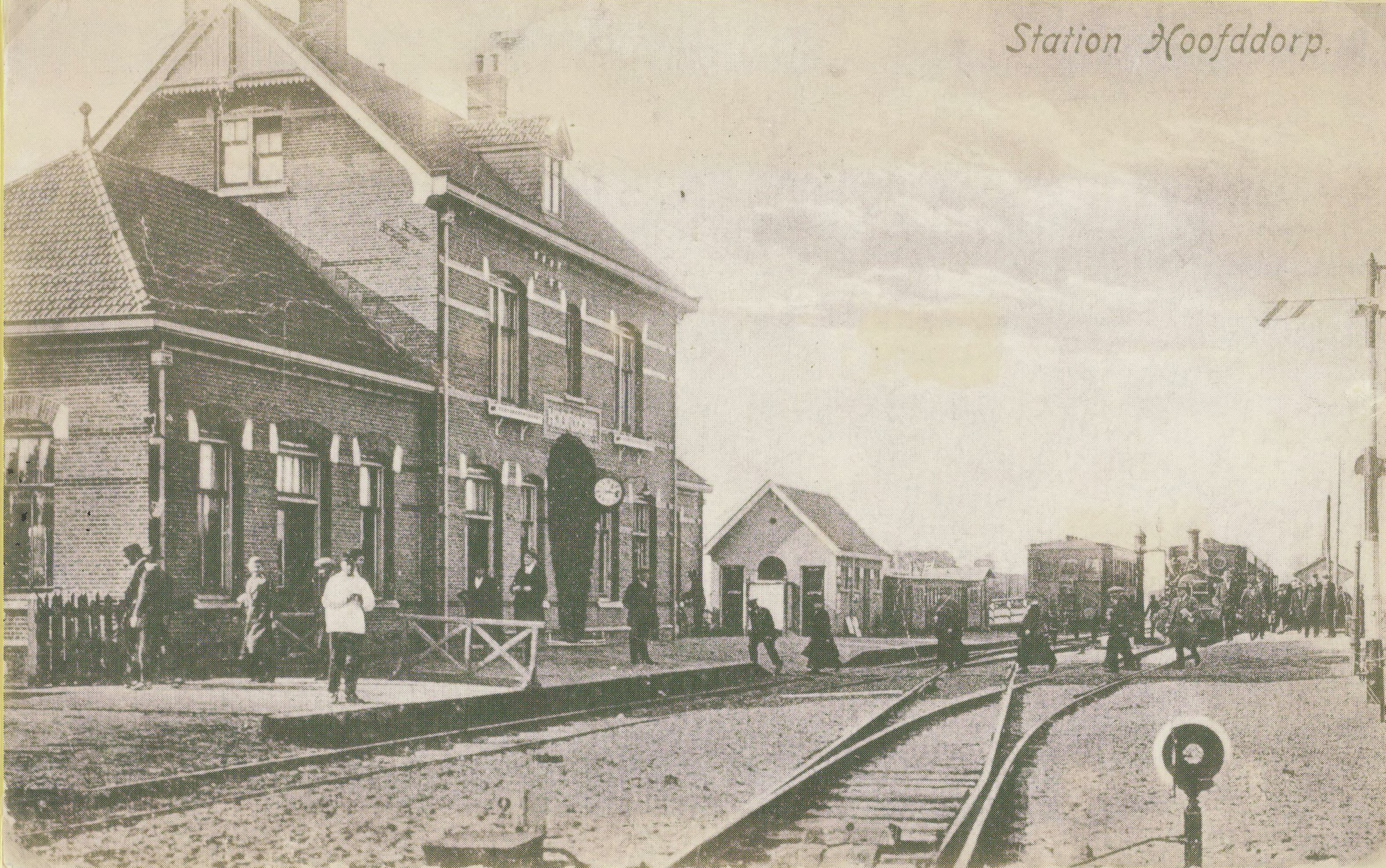
Station Hoofddorp rond 1912

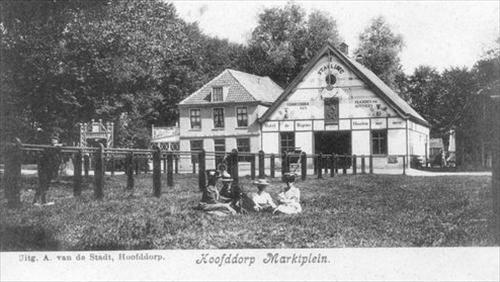
Marktplein te Hoofddorp rond 1910

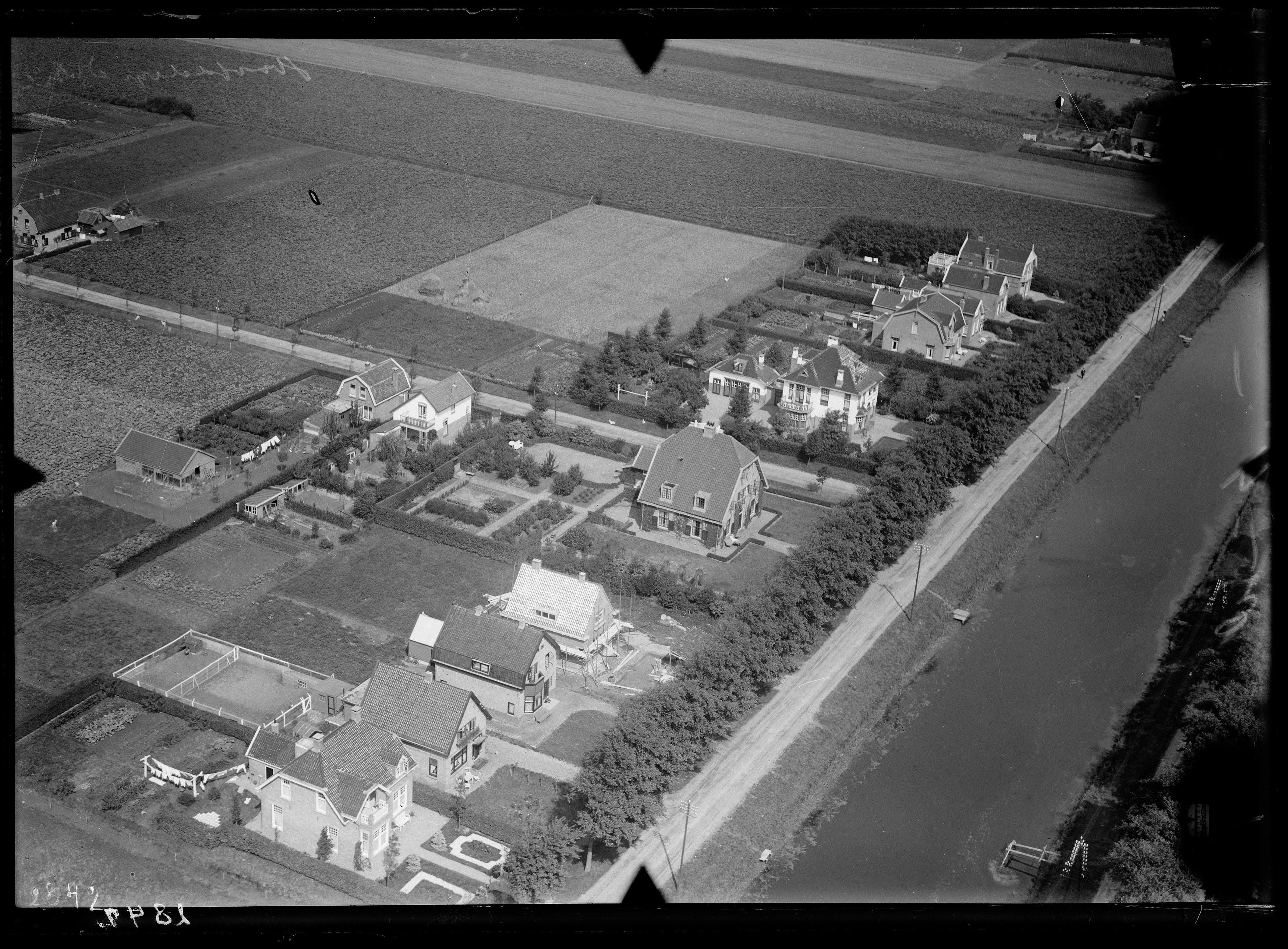
Luchtfoto van Hoofddorp (1920-1940).

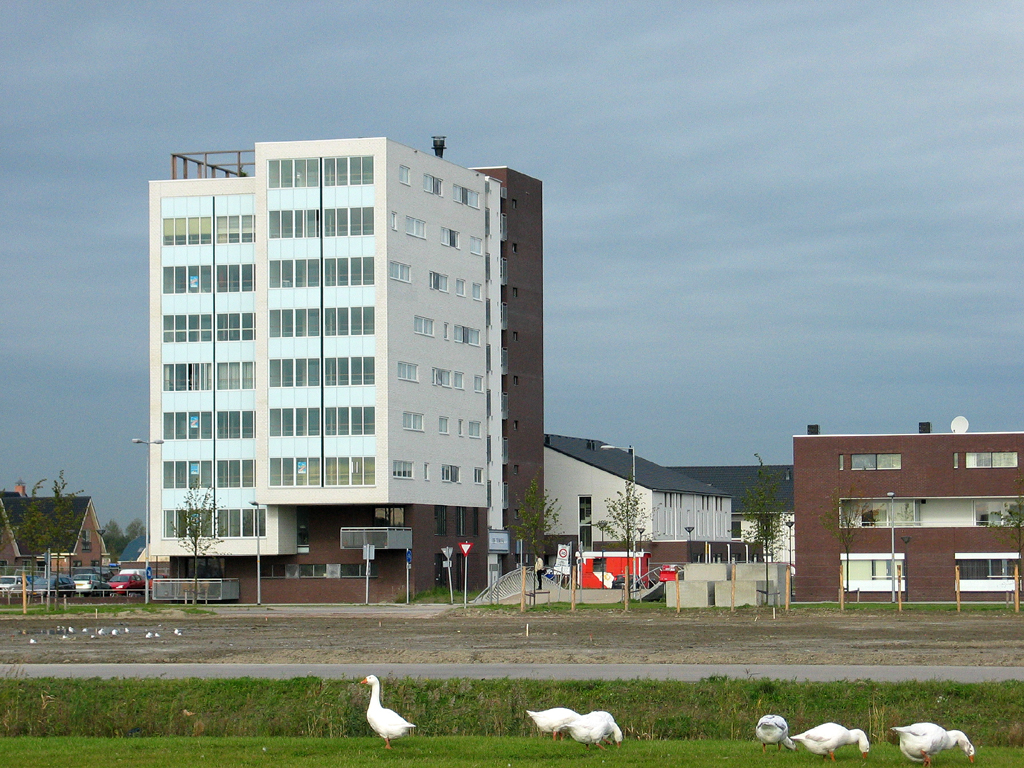
Nieuwbouwwijk Floriande, hoogbouw

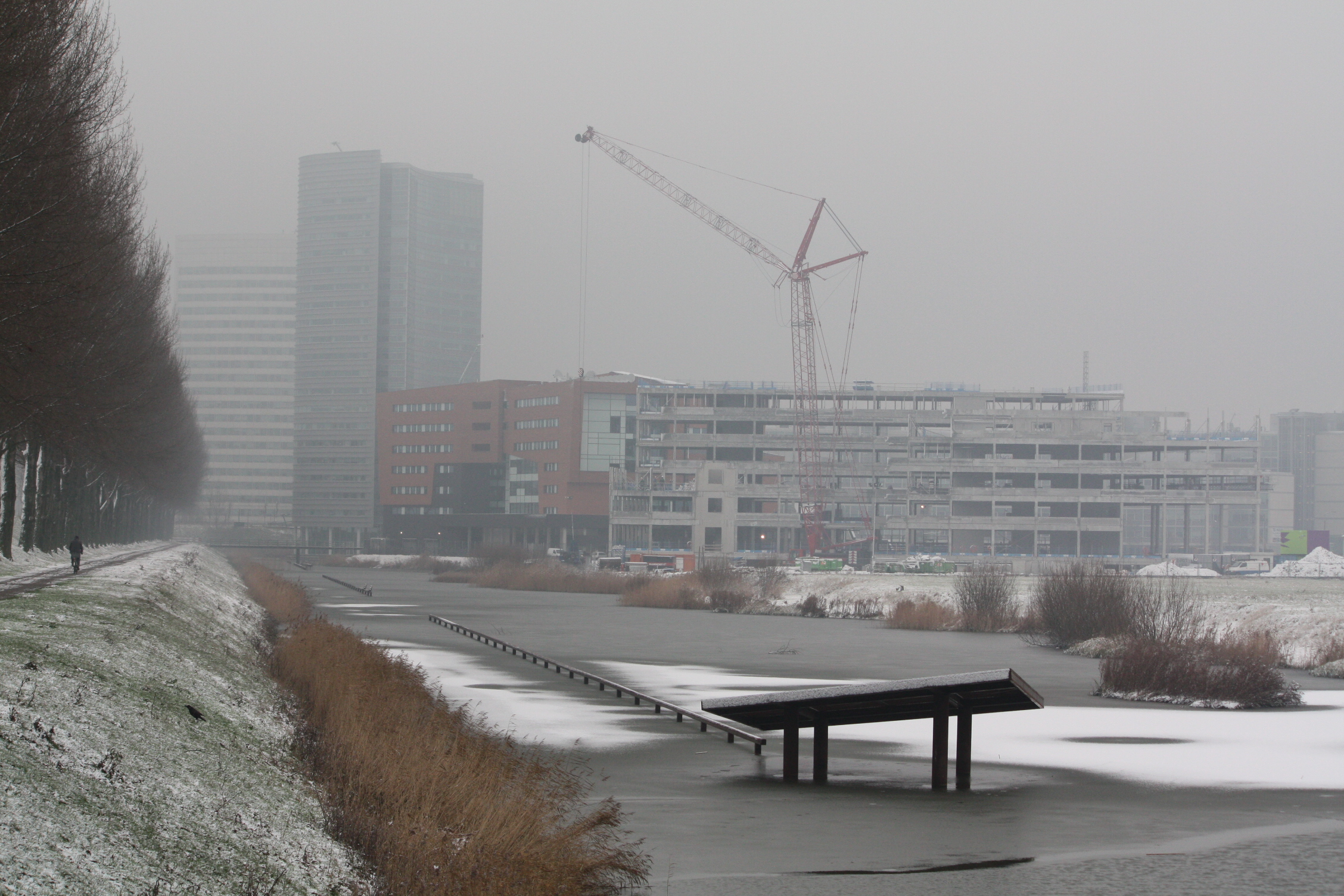
Hoogbouw bij het station

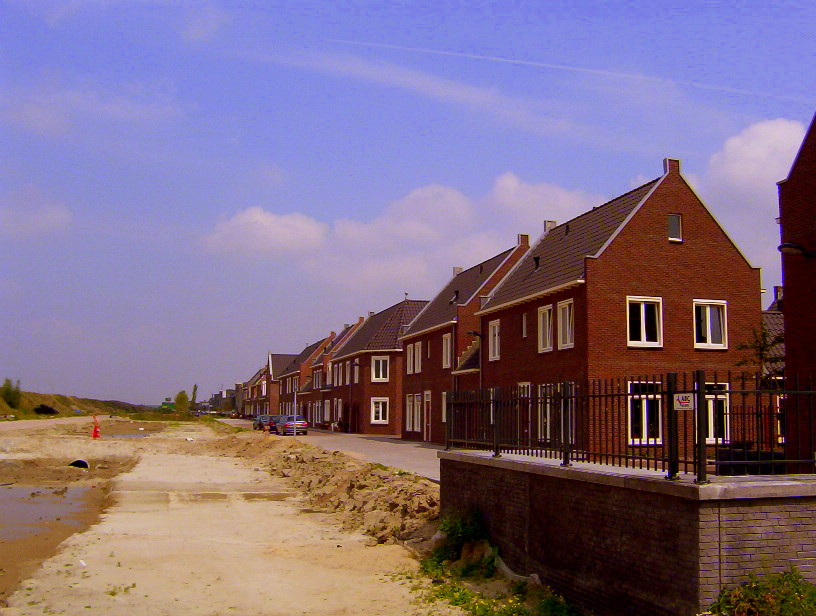
Nieuwbouwwijk Floriande, laagbouw

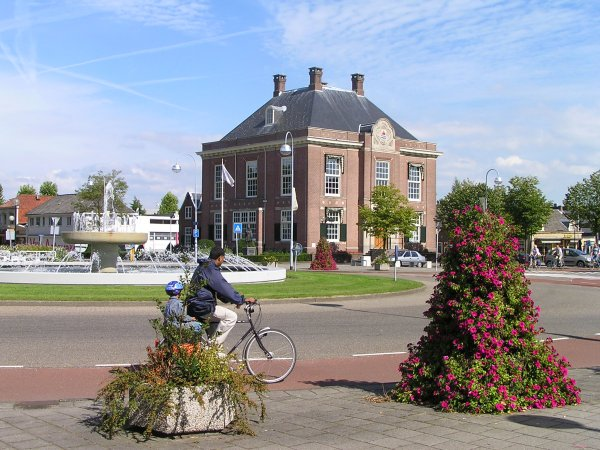
Het Beursplein: de kruising van Hoofd- en Kruisweg met op de achtergrond het polderhuis

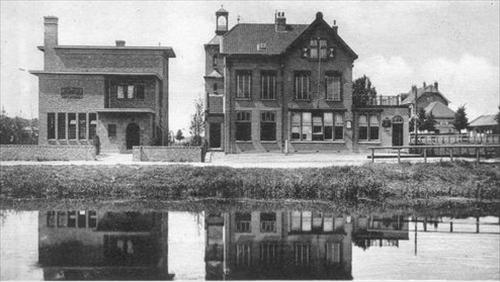
Rechts het oude postkantoor en links het bankgebouw van Van Loghem (1917) aan de Hoofdvaart, foto uit 1918

Hoofddorp is een plaats in de Nederlandse provincie Noord-Holland en de hoofdplaats van de gemeente Haarlemmermeer. De woonplaats had in 2023 79.650 inwoners.

## Geschiedenis
Na de drooglegging van de Haarlemmermeer (1849-1852) werd in 1853 besloten om twee dorpen te stichten. Deze twee dorpen, Kruisdorp en Venneperdorp, waren in het midden van de polder gesitueerd. Op 11 juli 1855 werd de Haarlemmermeer een zelfstandige gemeente met mr. M.S.P. Pabst als burgemeester. In de gemeenteraadsvergadering van 12 november 1868 werd besloten het toenmalige Kruisdorp voortaan "Hoofddorp" te noemen. Er bestond namelijk al een Kruisdorp in Zeeland. In hetzelfde jaar werd Venneperdorp omgedoopt in Nieuw-Vennep. De ontwikkeling van Hoofddorp verliep voorspoediger dan die van Nieuw-Vennep. Het werd dan ook al spoedig het belangrijkste dorp van de gemeente, al had Badhoevedorp (ook gelegen in de Haarlemmermeer) lange tijd meer inwoners.
De economische en bestuurlijke functies die Hoofddorp had waren hier debet aan. Zo was in Hoofddorp het Polderhuis gevestigd, waar vanaf 1912 het college van hoofdingelanden bijeen kwam om te vergaderen. Ook had het dorp een gunstige ligging, precies in het midden van de Haarlemmermeer. Een belangrijk uitbreidingsplan dateert uit 1941 van de hand van stedenbouwkundige Wieger Bruin, naar wie een straat vernoemd is in Hoofddorp. Het dorp ging echter pas echt groeien vanaf de jaren zestig van de 20e eeuw. Dat kwam doordat de werkgelegenheid sindsdien sterk toenam onder meer door het steeds groter wordende Schiphol. Hoofddorp had tot 1960 1.500 woningen. In 1974 zijn dat er ruim 4.000. Een belangrijke uitbreiding was de wijk Graan voor Visch (1970) met 1.200 woningen. Het inwoneraantal groeide van 6.500 in 1964 naar 14.500 in 1975.
De geografie van het dorp was heel eenvoudig. Er was een hoofdweg, die gewoon "Hoofdweg" heette en heet. Deze Hoofdweg loopt links en rechts van de Hoofdvaart, een vaart die dwars door de Haarlemmermeer loopt, van noord (Amsterdam) naar zuid (Leiden). De andere belangrijke weg was de Kruisweg, een weg die de Hoofdvaart – en daarmee de Hoofdweg – kruist, van oost (Aalsmeer) naar west (Heemstede). Langs deze belangrijke wegen werden enkele kleine kernen gebouwd.
Pal in het centrum stond de eerste korenmolen van Hoofddorp: De Eersteling. Deze molen dateert uit 1856. De romp werd in 1977 in zijn geheel op een grote trailer verplaatst naar wat destijds de rand van het centrum was: de Geniedijk bij de huidige woonwijk Pax. De verplaatsing was toentertijd een huzarenstukje en trok veel bekijks.
In 1950 telde Hoofddorp vijfduizend inwoners. Werkgelegenheid was vooral te vinden in de landbouw met daarnaast wat veeteelt en tuinbouw. Ook het vliegveld Schiphol (in 1917 begonnen als militair vliegveld) zorgde vanaf 1917 voor werkgelegenheid. Tijdens de Tweede Wereldoorlog werd Schiphol verwoest. De herbouw was gereed in 1958. Na de herbouw werd de luchthaven omgezet van een gemeentelijke dienst naar de N.V. Luchthaven Schiphol, waarin het Rijk en de gemeenten Amsterdam en Rotterdam aandelen hadden. De luchthaven werd steeds belangrijker en zorgde voor meer en meer werkgelegenheid.
Ook de groei van een aantal in Hoofddorp gevestigde bedrijven zorgde voor meer werkgelegenheid, zoals de machinefabriek Spaans B.V., die onder meer vijzels produceerde, en het Amerikaanse bedrijf Woodward Governor Nederland, producent van regelapparatuur voor vliegtuigen. Vanaf de jaren zestig nam het aantal inwoners toe en werden de eerste nieuwbouwwijken gebouwd: Plan Eyke in 1964 (thans onderdeel van Arnolduspark), Kalorama (1967) en Graan voor Visch (rond 1970). Al deze wijken werden genoemd naar voormalige boerderijen of de boer die eens eigenaar was van de grond.
In de jaren zeventig werd de Haarlemmermeer en vooral Hoofddorp aangewezen als groeikern. Ten westen en ten zuiden van Hoofddorp verrezen grote woonwijken als Pax, Bornholm, Overbos en Toolenburg. In de eerste jaren van de 21e eeuw is ook Floriande verrezen met onder meer het Spaarne Ziekenhuis.
In 2005 deed de ondernemer en oud-dijkgraaf Melis (Mees) Spaans aan het college van B&W van de gemeente Haarlemmermeer het verzoek de naam Hoofddorp te wijzigen in "Meerstad". Volgens hem vonden vele inwoners de naam "Hoofddorp" niet meer passend voor een "dorp" dat was uitgegroeid tot een stad. Het verzoek werd niet gehonoreerd.

## Demografie
Per 1 januari 2023 telde Hoofddorp 79.650 inwoners.
| Naam wijk        | Aantal inwoners |
| ---------------- | --------------- |
| Bornholm         | 7.869           |
| Centrum          | 13.446          |
| Floriande        | 18.337          |
| Graan voor Visch | 4.092           |
| Overbos          | 10.224          |
| Pax              | 5.074           |
| Toolenburg       | 14.744          |
| overige wijken   | 1.811           |

## Ontwikkeling
Hoofddorp is in weerwil van de naam een grote plaats geworden. Dit heeft zich in een zeer korte periode voltrokken: in 1970 woonden er nog zo'n 9.000 mensen in het dorp, in 2009 al meer dan 73.000. De verwachting dat Hoofddorp in 2020 ruim 90.000 inwoners zou hebben door geplande nieuwbouwwijken in het zuiden en westen van Hoofddorp, is niet uitgekomen: in 2021 waren het bijna 78.000. Met de uitbreidingen van de wijken Tudorpark, Tudor Gardens (vanaf 2016), Lincolnpark en Hyde Park (vanaf 2024) zal Hoofddorp echter blijven groeien.  

### Wijken
Hoofddorp bestaat uit verschillende woonwijken (binnen elke groep steeds van noord naar zuid):
- ten oosten van de Kagertocht: Hoofddorp-Oost bestaande uit Kalorama en het bedrijventerrein Beukenhorst
- tussen de Kagertocht en de Hoofdvaart: Arnolduspark, Hoofddorp-Centrum, Fruittuinen (maakt deel uit van Hoofddorp-Centrum), Piratenwijk (maakt deel uit van Hoofddorp-Centrum), Graan voor Visch, en de bedrijventerreinen Graan voor Visch-Zuid en De President.
- tussen de Hoofdvaart en de Nieuwerkerkertocht: Noord, Oud-West, Pax, Toolenburg-Oost en Toolenburg-Zuid
- tussen de Nieuwerkerkertocht en de IJweg: Vrijschot-Noord, Bleesland, Vrijschot-Zuid, Bornholm en Toolenburg-West
- ten westen van de IJweg: Overbos, Floriande (Noord, Zuid, IJwijk, de Pleinen, Sportdorp, de Hoven en Archipel) en Boseilanden

### Centrum
Het centrum van Hoofddorp is gelegen rond het Marktplein/Beursplein. Vanwege de geluidscontouren van Schiphol kan Hoofddorp niet naar het oosten uitbreiden. Hierdoor ligt het winkelcentrum niet centraal maar aan de oostzijde van Hoofddorp. Er bevinden zich ruim 300 winkels in het centrum. Inmiddels is de "oude" Markthof gesloopt en vervangen door een nieuw winkelcentrum. Tegenwoordig zijn de winkels naar buiten gericht waardoor het oude concept van inpandig winkelcentrum is vervallen.

### Uitbreidingen
De gemeente Haarlemmermeer sluit een verdere uitbreiding van de plaats aan de westkant niet uit. In 2009 werden plannen gepresenteerd met de naam 'Westflank', een groot gebied aan de westkant van Hoofddorp en Nieuw-Vennep met ruim 15.000 woningen. Het grootste deel hiervan zou onderdeel worden van Hoofddorp.

### Bedrijven
Aan de oostkant van Hoofddorp liggen de bedrijventerreinen Beukenhorst (bij Station Hoofddorp) en De Hoek (aan de Kruisweg, bij de Rijksweg A4). Aan de zuidkant liggen Graan voor Visch-Zuid en De President.
Door de gunstige ligging van Hoofddorp ten opzichte van Schiphol zijn er veel nationale en internationale ondernemingen gevestigd.

## Topografie
| Topografische kaart van Hoofddorp, per september 2014 |

Topografische kaart van Hoofddorp, per september 2014.

## Verkeer en vervoer

### Auto
Hoofddorp ligt op het kruispunt van de Kruisweg en de Hoofdweg, twee belangrijke wegen in de Haarlemmermeerpolder. Ten oosten en ten westen van Hoofddorp heet de Kruisweg ook N201. Vroeger liep de Kruisweg – toen een smalle tweebaansweg – dwars door het centrum van Hoofddorp, nu wordt de N201 omgeleid over de rondweg 'Weg om de Noord' ten noorden van Hoofddorp. Ten oosten van Hoofddorp lopen de A4 en A5, waarop het ook een aansluiting heeft. Ten westen van Hoofddorp loopt de Drie Merenweg (N205). De Ring Hoofddorp wordt gevormd door de Weg om de Noord (N201) in het noorden, de A4 tussen de aansluitingen Hoofddorp en Hoofddorp-Zuid en de Nelson Mandeladreef in het oosten (sinds 2013 na het gereedkomen van de parallelbaanstructuur bij de A4), de (Nieuwe) Bennebroekerweg in het zuiden en de Drie Merenweg (N205) in het westen.

### Trein

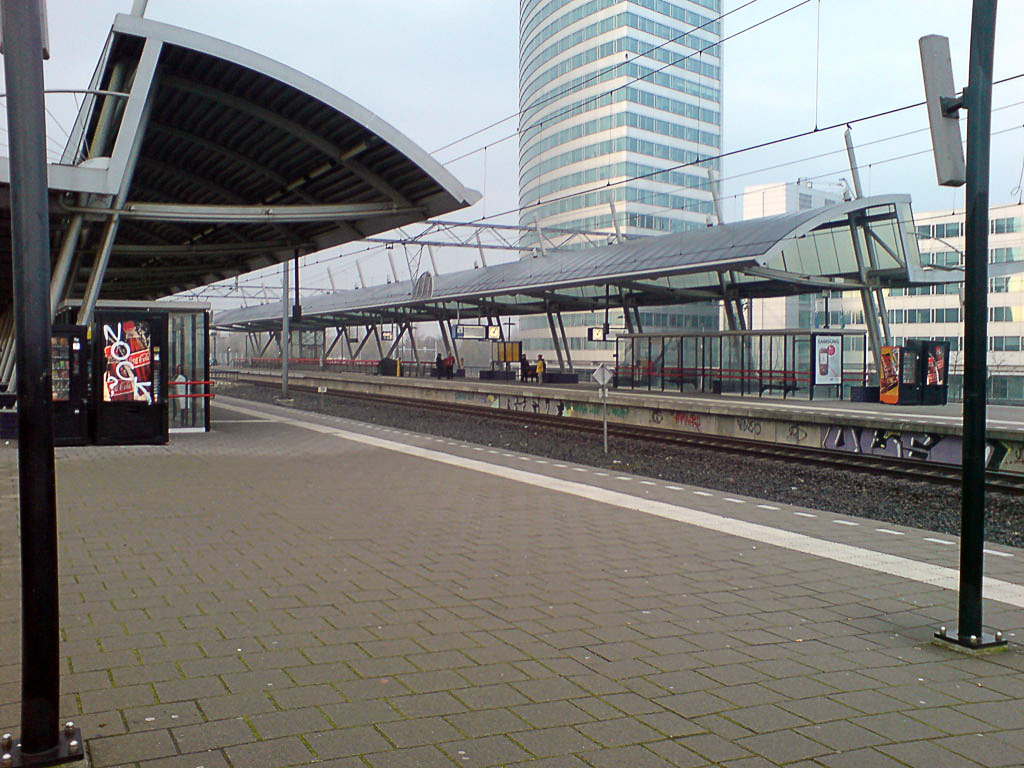
Station Hoofddorp aan de Schiphollijn.

Van 3 augustus 1912 tot 31 december 1935 bestond het station Hoofddorp aan de Haarlemmermeerspoorlijnen Aalsmeer - Haarlem en Hoofddorp - Leiden Heerensingel. Het oude station, verbouwd tot appartementengebouw, staat aan de Burgemeester Pabstlaan nabij de Hoofdvaart. Er zijn her en der in Hoofddorp verwaarloosde fundamenten van de spoorlijn te vinden, zoals aan de andere zijde van de Burgemeester Pabstlaan in en achter de Geniedijk.
Sinds 31 mei 1981 heeft Hoofddorp een spoorwegstation (Hoofddorp) aan de Schiphollijn met treinen naar onder andere: Schiphol, Amsterdam Centraal, Sloterdijk, Zuid, RAI, Utrecht Centraal, Duivendrecht, Zaandam, Hoorn, Hilversum, Purmerend, Sassenheim, Leiden, Den Haag Centraal, Laan van NOI, Diemen en Almere.
Ten zuiden van Hoofddorp kwam in 1986 een opstelterrein in gebruik. In 1996 kwam de verdubbeling van de lijn naar Schiphol en het station Hoofddorp gereed. Van Hoofddorp naar het zuiden loopt de hogesnelheidslijn HSL-Zuid in de richting Rotterdam – Breda – Antwerpen – Brussel – Parijs Noord, die in 2008 in gebruik is genomen.

### Bus
Het oude busstation van Hoofddorp was gevestigd aan het Marktplein in het centrum van Hoofddorp. Dit was hét knooppunt voor al het openbaar vervoer in Hoofddorp. Door herinrichtingen van het centrum is het busstation eind jaren 1980 verhuisd naar de Melis Spaansweg en, begin 21e eeuw, naar het Burgemeester van Stamplein, maar het verloor aan belang vanwege het nieuwe busstation bij het spoorwegstation aan de oostkant van Hoofddorp.
Sinds 2002 loopt door Hoofddorp de Zuidtangent, een snelle busverbinding tussen Haarlem, Hoofddorp, Schiphol, Amstelveen en Amsterdam-Zuidoost (lijn 300). In 2007 is deze Zuidtangent uitgebreid met een busverbinding tussen Nieuw-Vennep, Hoofddorp, Schiphol en Amsterdam-Zuid (lijn 310, sinds december 2017 lijn 397 naar Amsterdam-Centrum in plaats van Amsterdam-Zuid).
In Hoofddorp heeft de Zuidtangent een eigen vrije busbaan. In december 2011 zijn de buslijnen van de Zuidtangent opgenomen in het R-net.
Verder zijn er verbindingen door streekbussen in alle richtingen, waaronder een aansluiting op het Schipholnet en de nachtbus van Amsterdam (Centraal Station), via Schiphol, naar Nieuw-Vennep. Er rijdt ook een buurtbus van Hoofddorp naar Zwaanshoek en Bennebroek.
Hoofddorp heeft ook een busstation en P+R-locatie bij het Spaarne Gasthuis. Het busstation is het grootste bouwwerk ter wereld dat volledig van synthetische materialen is gebouwd: piepschuim met een polyester-huid. Deze sculptuur, naar een ontwerp van architect Maurice Nio, werd in 2003 opgeleverd en fungeert als wachtruimte. De officiële, door de architect gegeven naam is The Amazing Whale Jaw, maar de sculptuur wordt vanwege zijn vorm in de volksmond de Zwerfkei genoemd. Aanvankelijk was het object beige, waarna het groen verkleurde. In 2008 werd de sculptuur daarom oranje geschilderd.

## Bezienswaardigheden

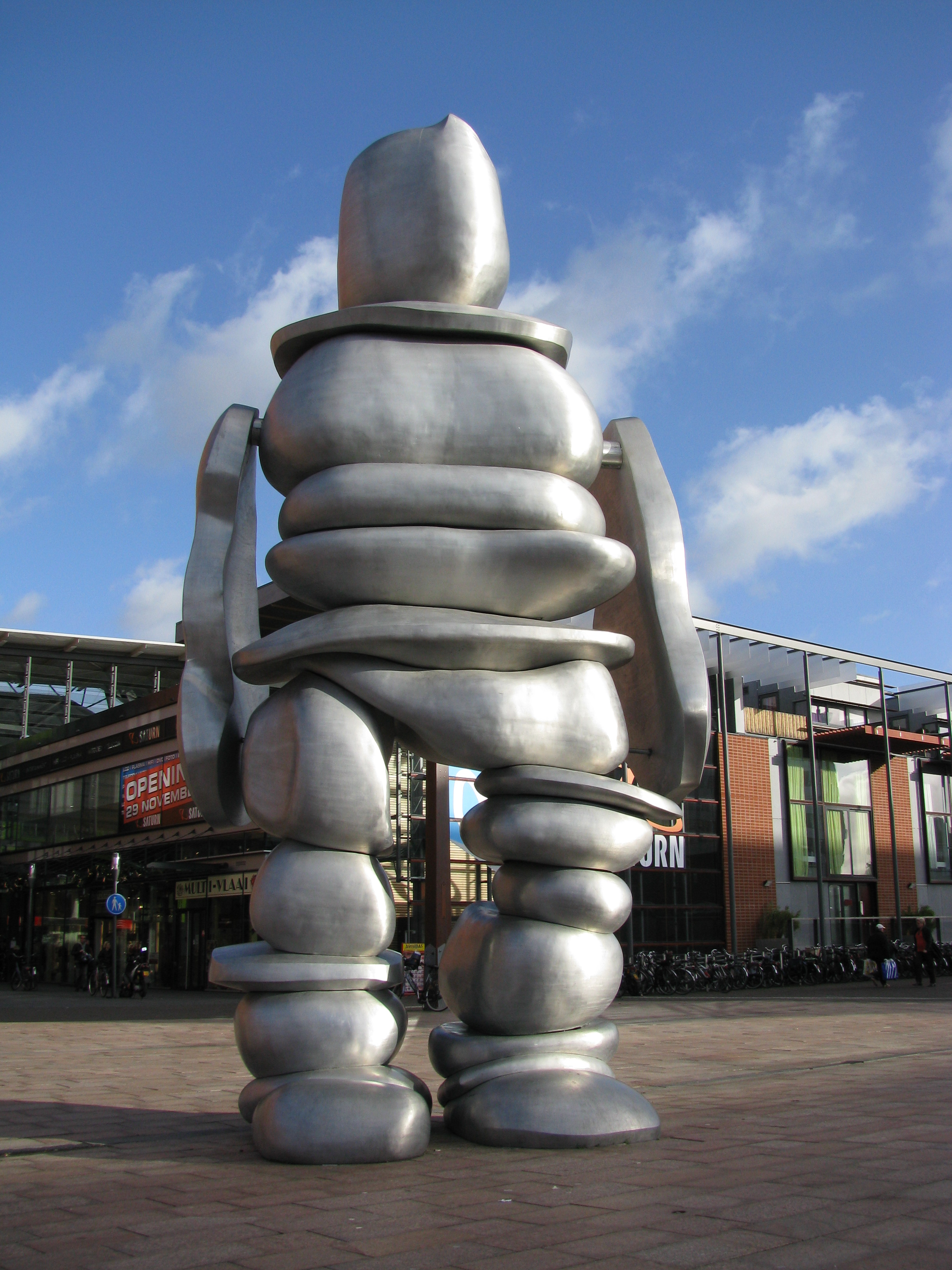
Het mannetje van Hoofddorp, 7 meter hoog kunstwerk van aluminium door Tom Claassen, Burg. Van Stamplein

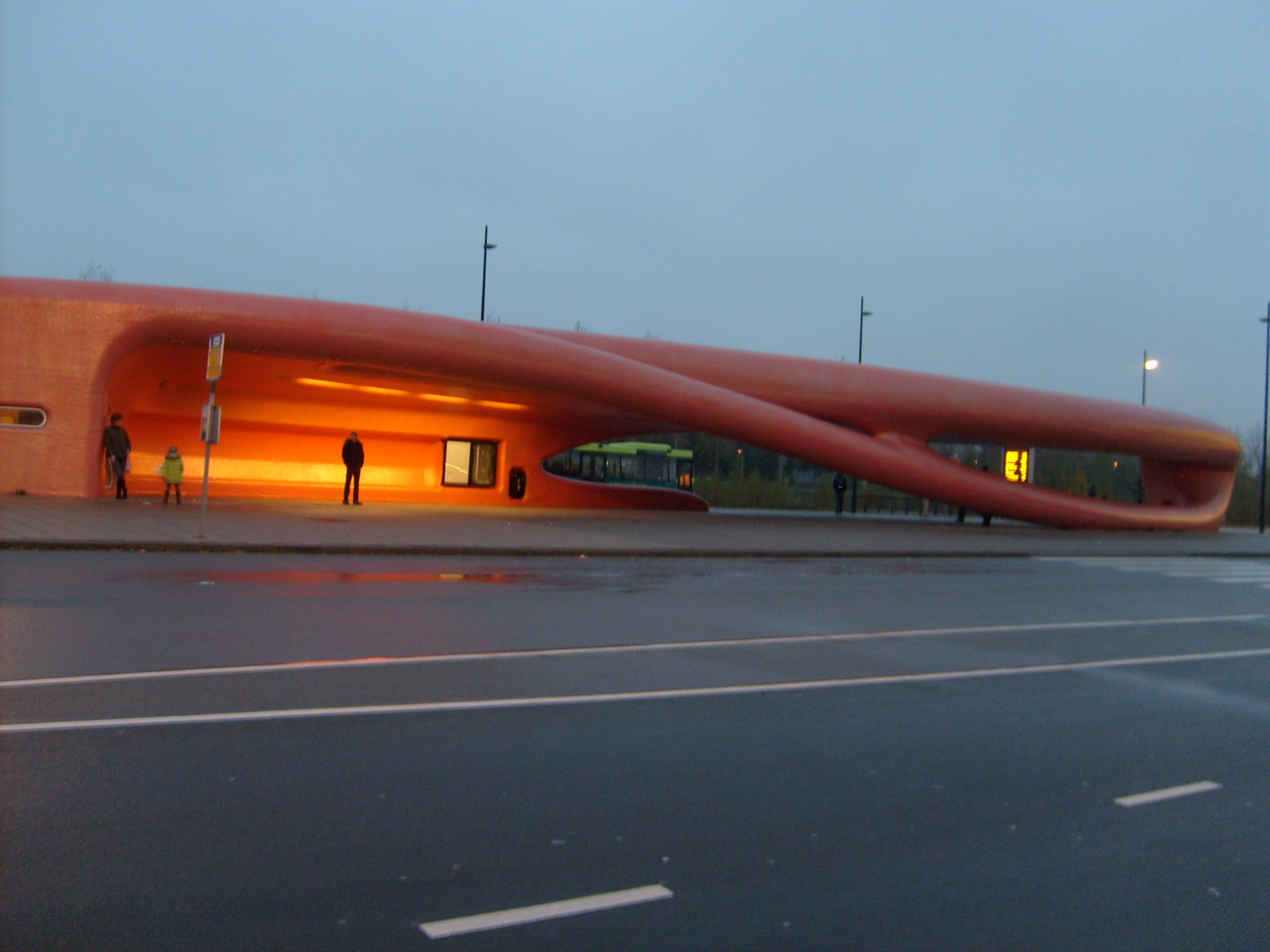
Sculptuur 'The Amazing Whale Jaw'

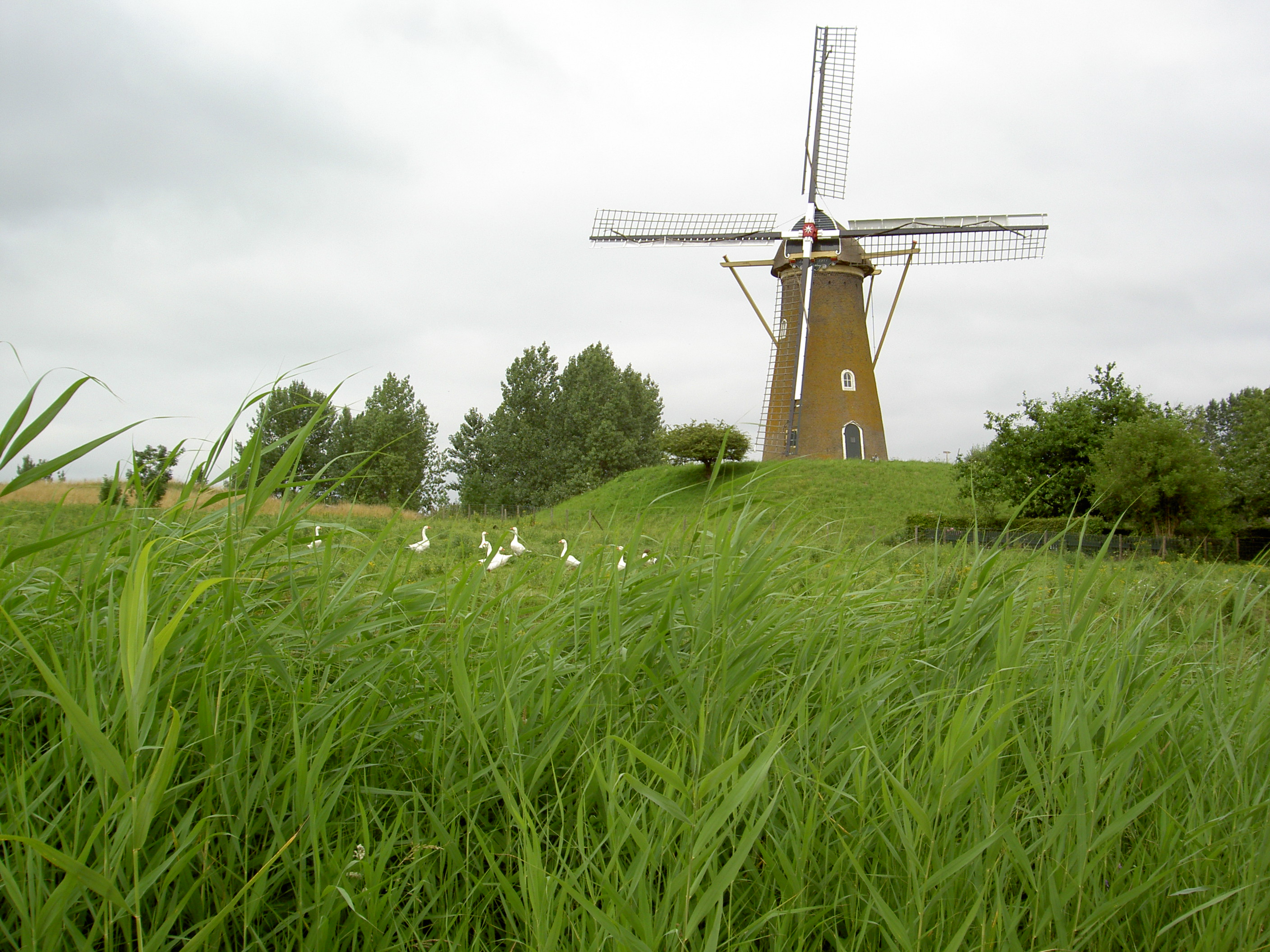
De Eersteling in Hoofddorp

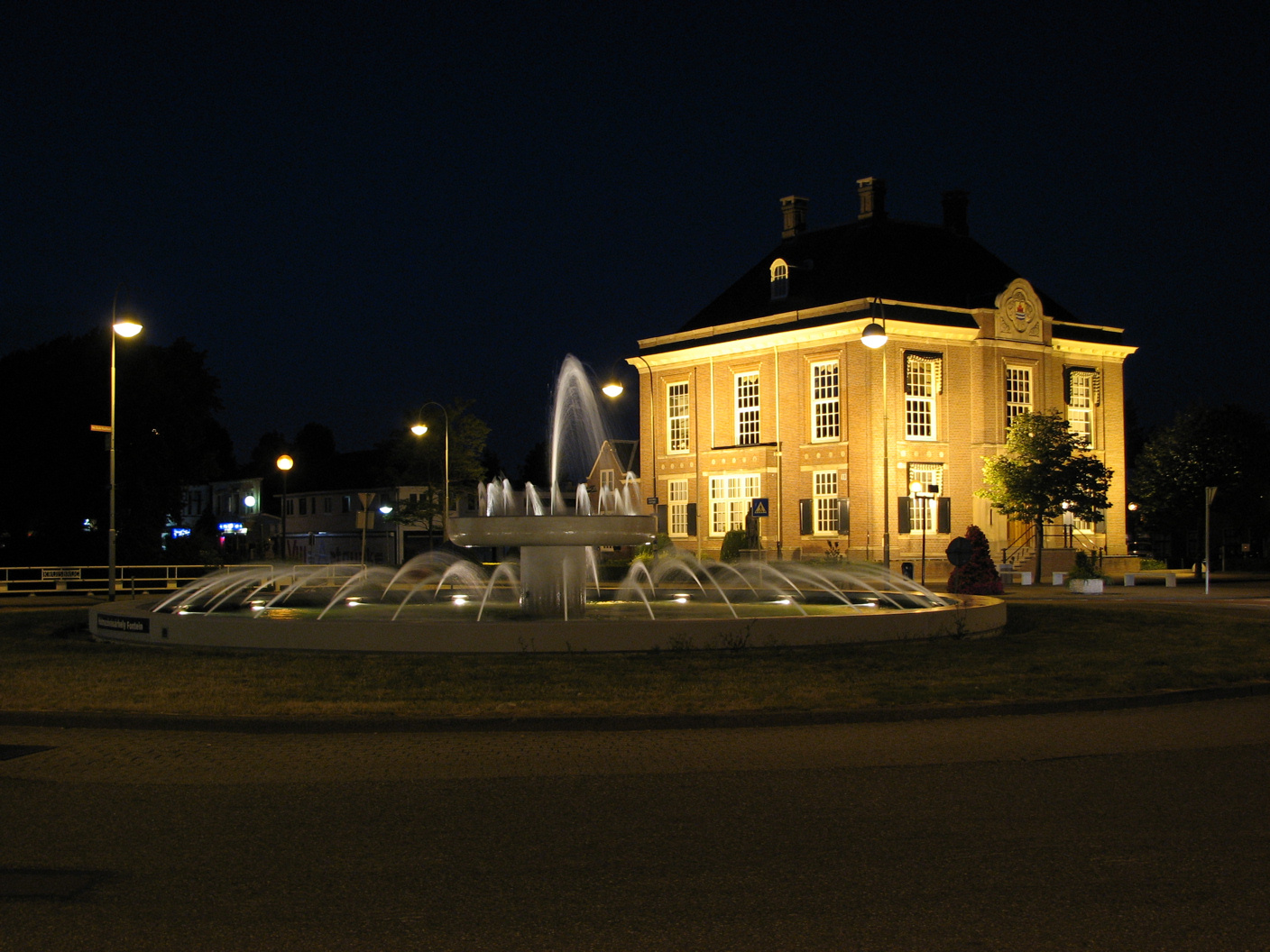
Polderhuis in Hoofddorp

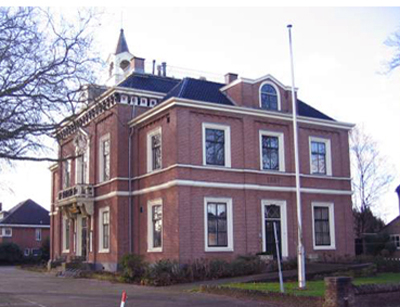
Het Oude Raadhuis is het voormalig gemeentehuis, thans in gebruik als theaterzaal

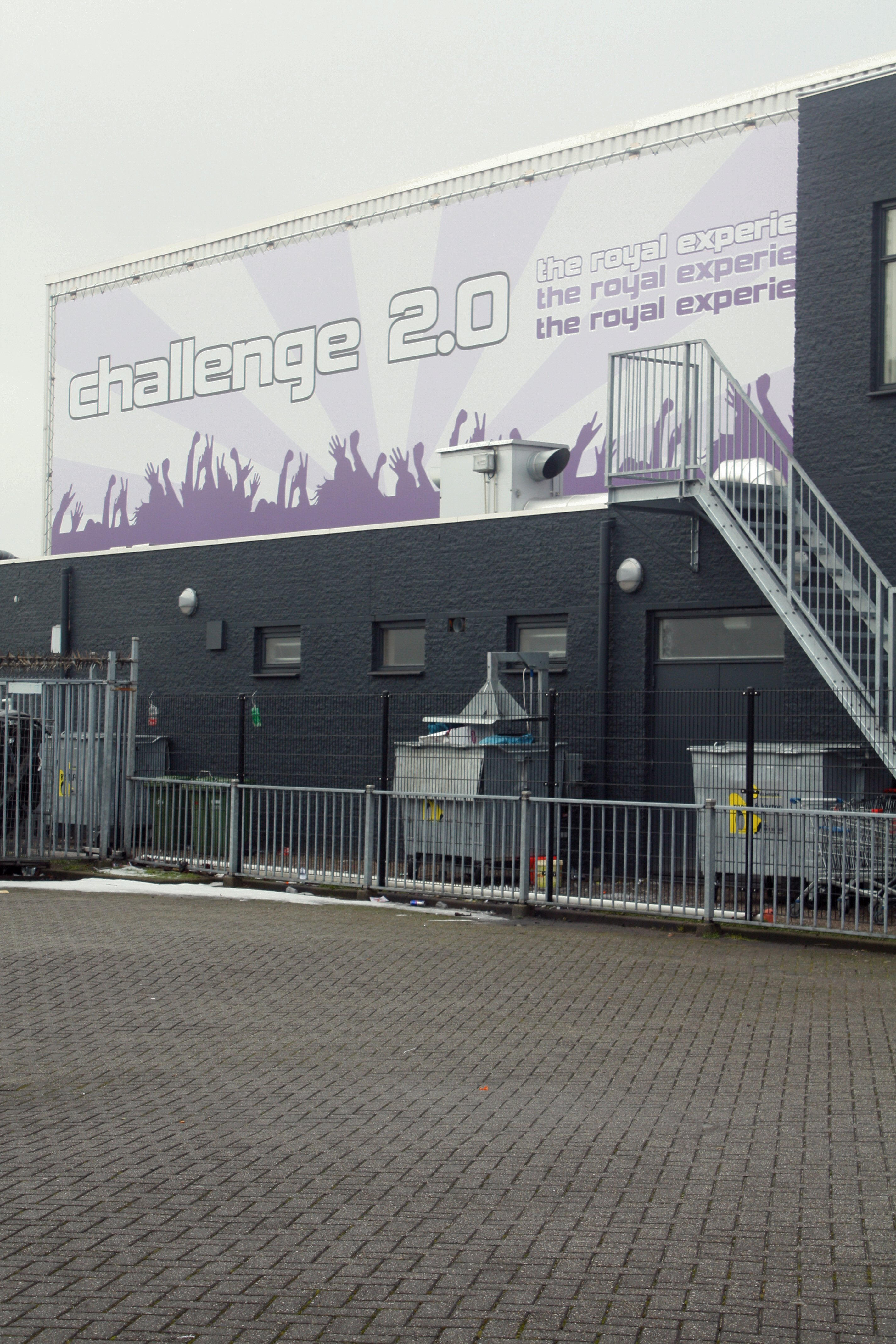
Voormalige discotheek Challenge 2.0 aan de Diamantlaan.

### Monumenten
Hoofddorp is een vrij jonge plaats en heeft daardoor weinig historische gebouwen. Hoofddorp kende in 2008 26 gemeentelijke, provinciale en rijksmonumenten.
Hoofddorp heeft negen rijksmonumenten. De molen De Eersteling aan de Hoofdweg is een ronde korenmolen uit 1856. Hij stond aanvankelijk aan de Kruisweg in het oude centrum van Hoofddorp, maar is in 1977 in zijn geheel per trailer verplaatst en staat nu vlak bij Fort Hoofddorp. De Witte Boerderij aan de Hoofdweg is een kop-rompboerderij uit 1860 en is een goed voorbeeld van een Haarlemmermeerse boerderij uit de begintijd van de polder. In de Witte Boerderij is nu Stichting Meer-Historie gevestigd.
Andere monumenten zijn het Oude Raadhuis uit 1867, het Kantongerecht uit 1911 en het Polderhuis van de Haarlemmermeer uit 1913. Dit laatste is gebouwd naar een ontwerp van architect Foeke Kuipers in een historiserende bouwtrant die teruggrijpt op het 17e-eeuws Hollands classicisme. Een volgend monument is Marktzicht, vroeger het centrum van de Hoofddorpse marktactiviteiten.
Door Hoofddorp loopt de Geniedijk, onderdeel van de Stelling van Amsterdam. Deze stelling staat op de werelderfgoedlijst van UNESCO. Fort Hoofddorp bevindt zich in die dijk.

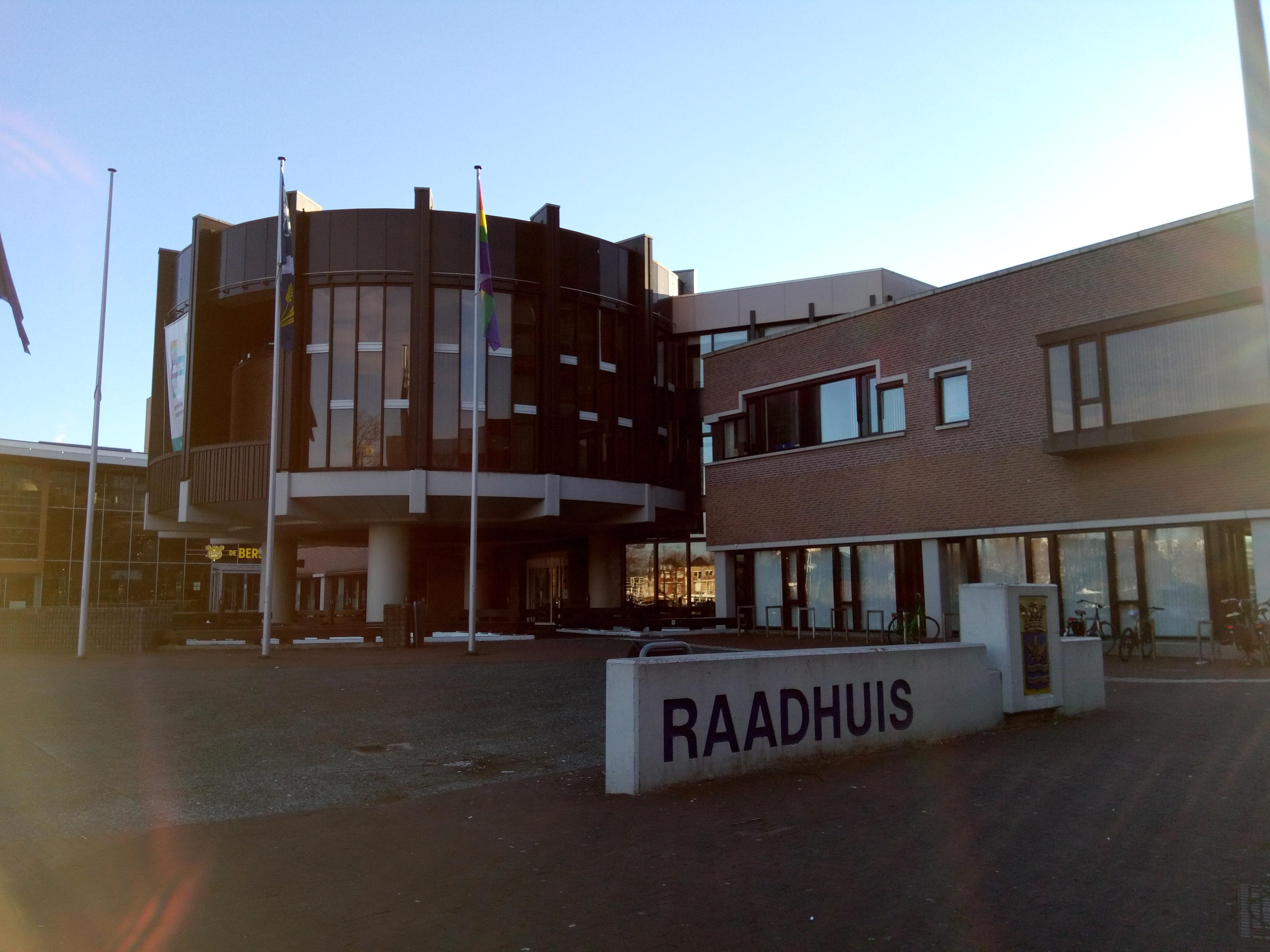
Het inmiddels gesloopte voormalige raadhuis van de gemeente Haarlemmermeer in Hoofddorp

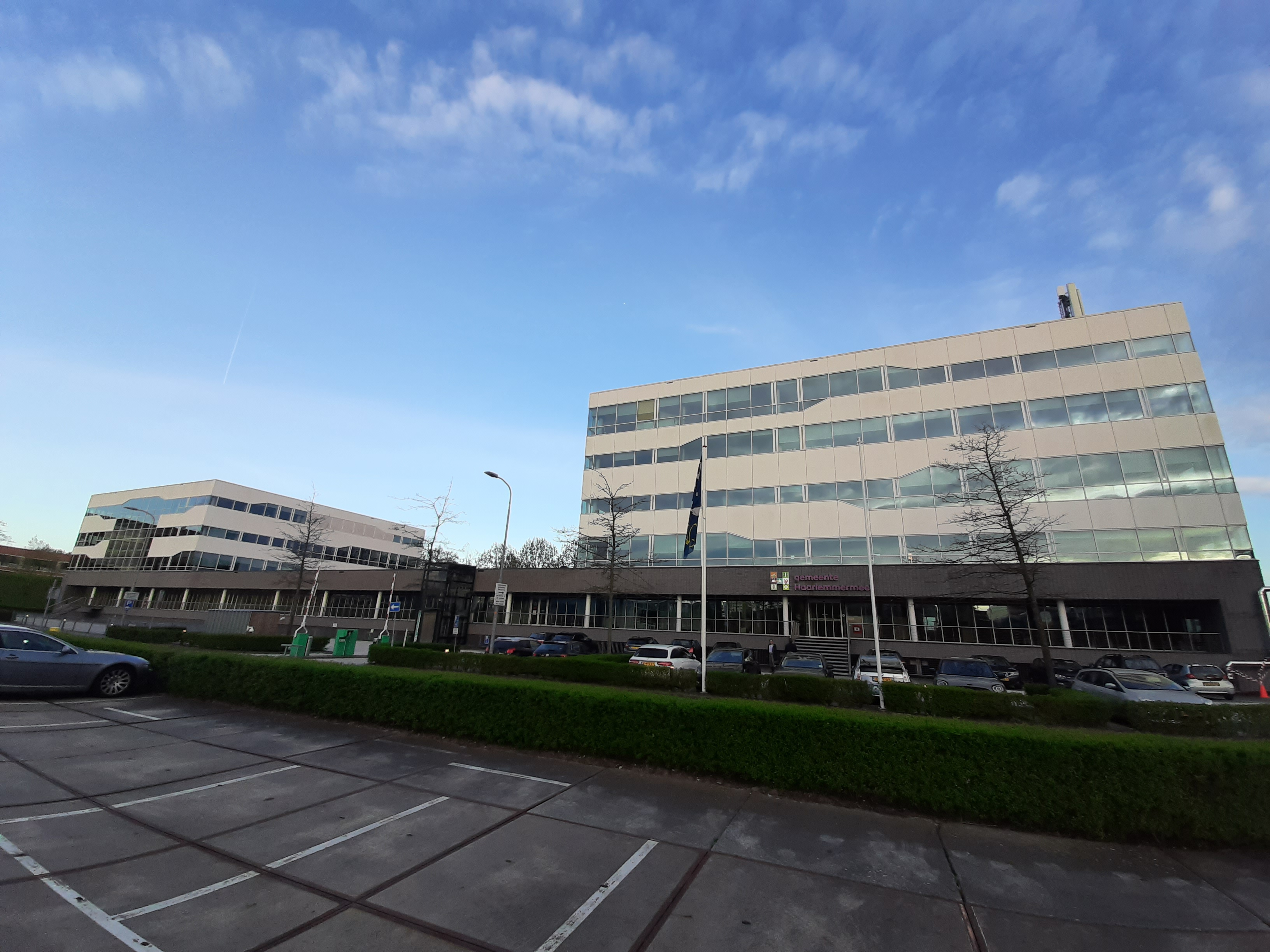
Het tijdelijke raadhuis van de gemeente Haarlemmermeer aan de Taurusavenue 100 in Hoofddorp op Beukenhorst

### Historisch Museum
Aan de Bosweg (ex-Kruisweg) is het Historisch Museum Haarlemmermeer te vinden. In het museum is van alles te vinden over de geschiedenis van de Haarlemmermeer. Het bezit onder andere voorwerpen die te maken hebben met de drooglegging. Het museum is gevestigd in een deel van de oude boerderij de Mentzhoeve. Deze hoeve uit 1860 lijkt op een Limburgse boerderij in die zin dat alle gebouwen rond een binnenplaats gebouwd zijn. De Mentzhoeve is de enige boerderij van dit type in de Haarlemmermeer.

## Cultuur
In het Oude Raadhuis is een modern theater, een galerie en een café-restaurant. Achter het gebouw is een beeldentuin met terras. Het gebouw is in 2005 gerenoveerd.
In 2011 is het Cultuurgebouw aan het Raadhuisplein officieel geopend. Dit nieuwe cultuurgebouw bestaat uit Schouwburg De Meerse, cultureel centrum Pier-K, een bibliotheek en poppodium Duycker. Het ontwerp van het Cultuurgebouw is van Architectenbureau Kraaijvanger Urbis.
Schouwburg De Meerse opende zijn deuren begin jaren tachtig van de 20e eeuw. De schouwburg bestaat uit een theaterzaal met meer dan 500 stoelen en een theatercafé. Met de bouw van het nieuwe cultuurgebouw is hier een kleine zaal met 280 stoelen bij gekomen. Er is elke dag een voorstelling in De Meerse. Het aanbod is gevarieerd: toneel, klassieke muziek, jazz, cabaret en dans.
Sinds 2004 liggen tussen Hoofddorp en Nieuw-Vennep de drie Calatravabruggen over de Hoofdvaart. Deze witte bruggen, ontworpen door de architect Santiago Calatrava, dragen de namen Luit, Citer en Harp.
In Toolenburg is een jongerencentrum, genaamd Flex C. In Floriande is ook een jongerencentrum, genaamd Studio 5. Deze centra zijn onderdeel van Stichting Maatvast. Hier worden diverse activiteiten georganiseerd voor jonge mensen.
In 2006 kwam er in Hoofddorp een radiostation voor heel Haarlemmermeer, MeerRadio. Sinds 2006 wordt er al radio gemaakt door vrijwilligers.

### Uitgaan
In Hoofddorp is niet heel veel keuze op uitgaansgebied voor jongeren. Het uitgaansleven bereikte in 2007 een dieptepunt toen de grootste discotheek van Haarlemmermeer, The Challenge, zijn deuren sloot.
Aan de noordrand van Hoofddorp, grenzend aan recreatiegebied Haarlemmermeerse Bos, is partycentrum Claus gevestigd. Deze locatie, deels gevestigd in de oude boerderij de Mentzhoeve, biedt onderdak aan een bowlingbaan, amusementscenter, meerdere restaurants en feestzalen.
In januari 2011 is er een nieuw poppodium geopend: Duycker. Dit poppodium maakt deel uit van het nieuwe Cultuurgebouw en verzorgt een breed aanbod bestaande uit (dance)feesten en live concerten. Poppodium Duycker heeft een grote zaal voor 700 bezoekers, een kleine zaal voor 200 bezoekers, 5 oefenruimten, studio’s, workshopruimtes en een grand café.
Aan het Raadhuisplein vestigt zich een bioscoop van Kinepolis. Deze bioscoop heeft 8 zalen met elk 110 tot 160 stoelen. Ook beschikt de bioscoop over een bar. Boven de bioscoop bevinden zich woningen. 

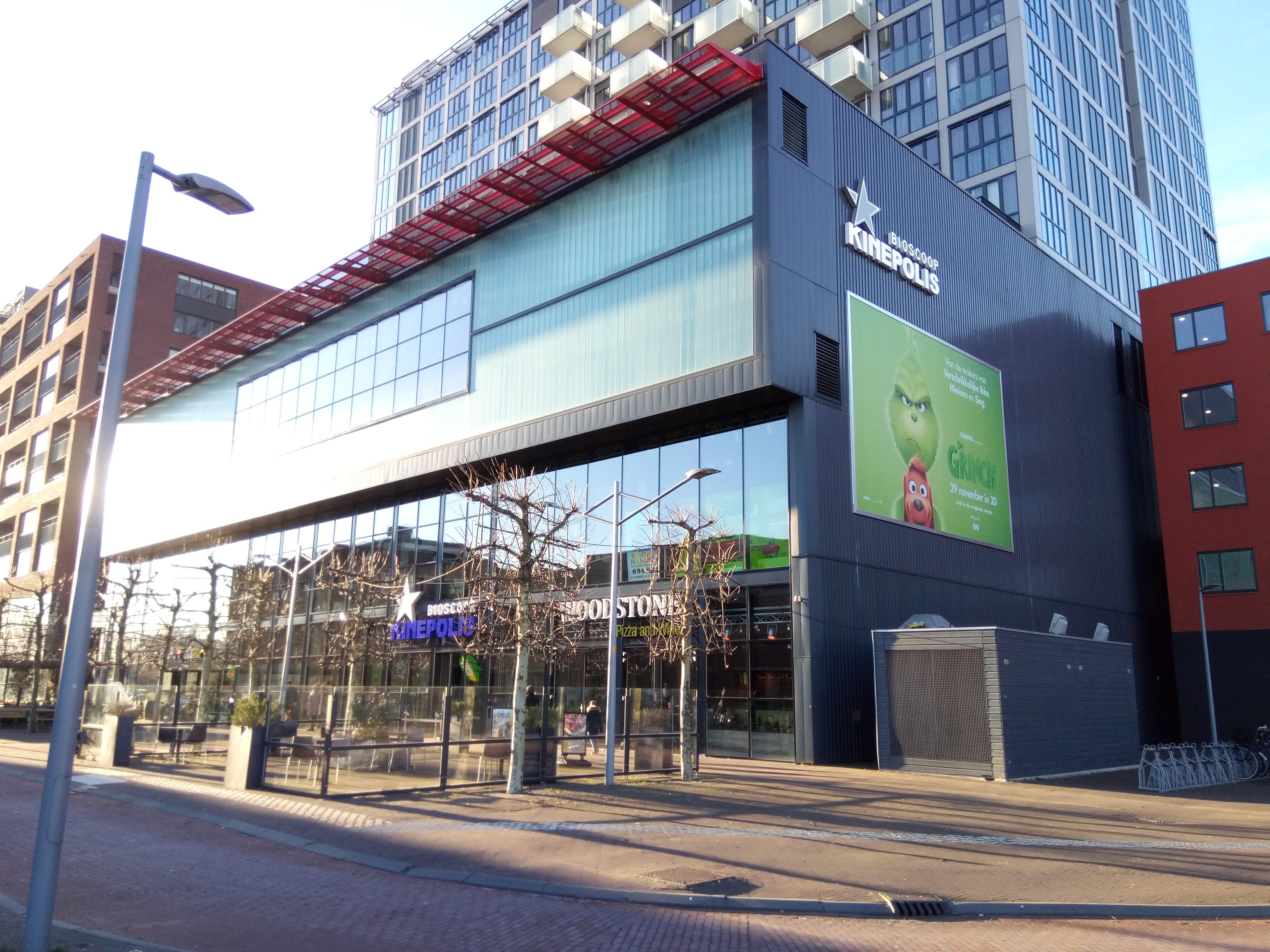
Kinepolis bioscoop in het centrum van Hoofddorp

Hoofddorp kent ook nog een aantal (kleine) kroegen (waaronder uitblinkers Josephines, Proeflokaal De Polderboom, Plein 14 & De Eersteling) en twee coffeeshops. Daarnaast zijn er een aantal casino's te vinden binnen de woonplaats.

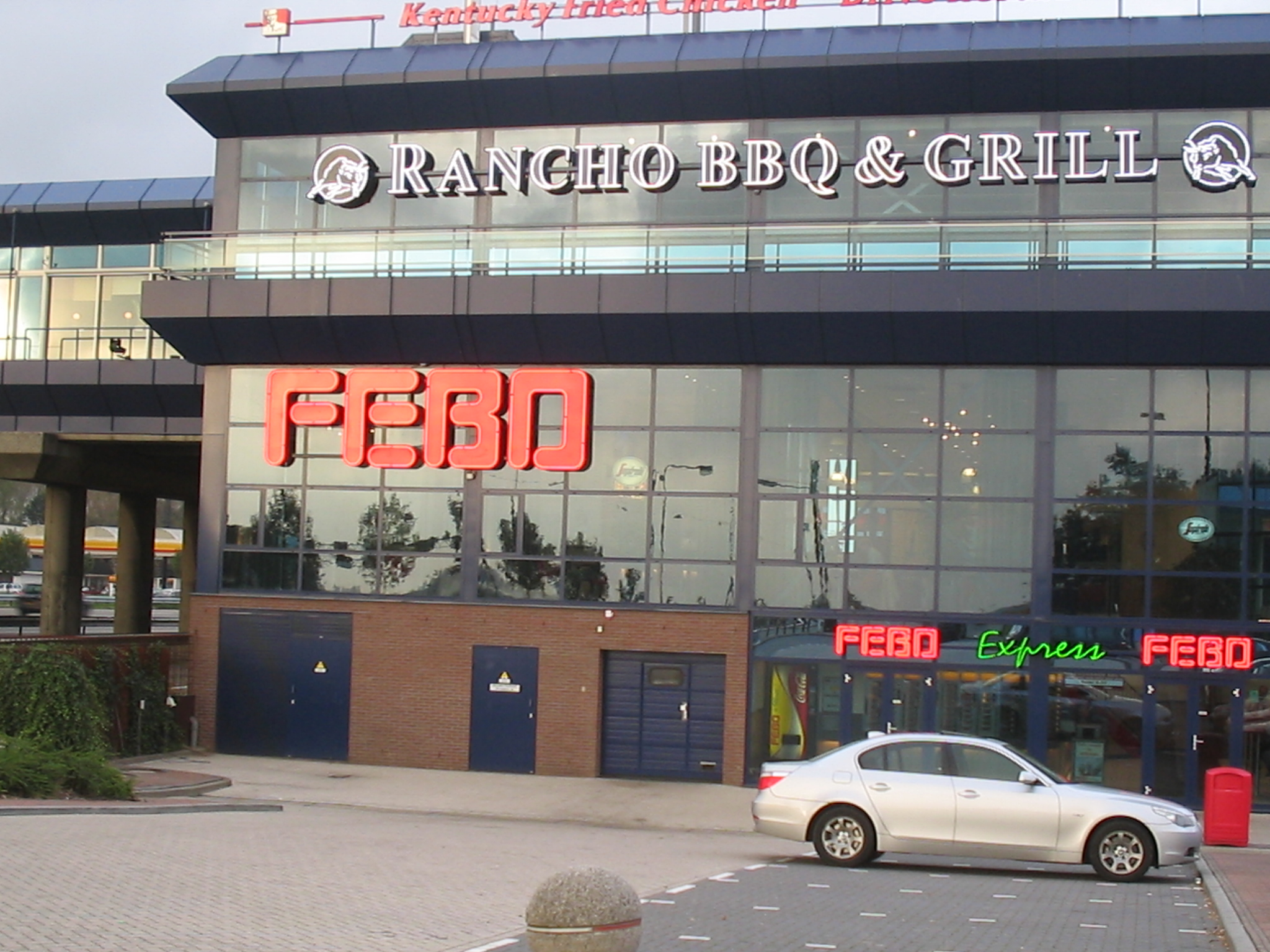
Het filiaal van de Febo (Rijksweg 4) in het Brugrestaurant A4

Aan de zuidrand van Hoofddorp, gelegen aan de Rijksweg A4 richting Rotterdam, is het Brugrestaurant A4. Hier zitten een casino, een divers aanbod aan horeca (met onder andere filialen van Burger King, La Place, Kentucky Fried Chicken, Délifrance,  en Febo), een filiaal van Suitsupply, twee tankstations en een Van Der Valk-hotel. De kant waar het hotel en de KFC gevestigd zitten staan op grondgebied van Rijsenhout.

### Evenementen
In Hoofddorp vindt een aantal jaarlijks terugkerende evenementen plaats:
- Concours Hippique - Paardenevenement in het Haarlemmermeerse Bos
- Mysteryland - Dancefestival, sinds 2003 op het voormalige Floriadeterrein
- MeerLive - Muziekevenement in het centrum
- MeerJazz - Jazzfestival in het centrum
- MeerBeatz - Dance Festival op Sportpark Toolenburg
- Haarlemmermeer Culinair - Evenement waarbij restaurants uit Hoofddorp en omgeving zich presenteren op het Van Stamplein
- Oogstweek - Meerdaags evenement, georganiseerd door verschillende boerderijen uit Hoofddorp en omgeving
- Heerlijk Hoofddorp - Een evenement met een culinaire tour door 10 verschillende restaurants met een hapje en drankje
- HaarlemmermeerRun - Hardloopevenement met verschillende afstanden

### Scouting Hoofddorp

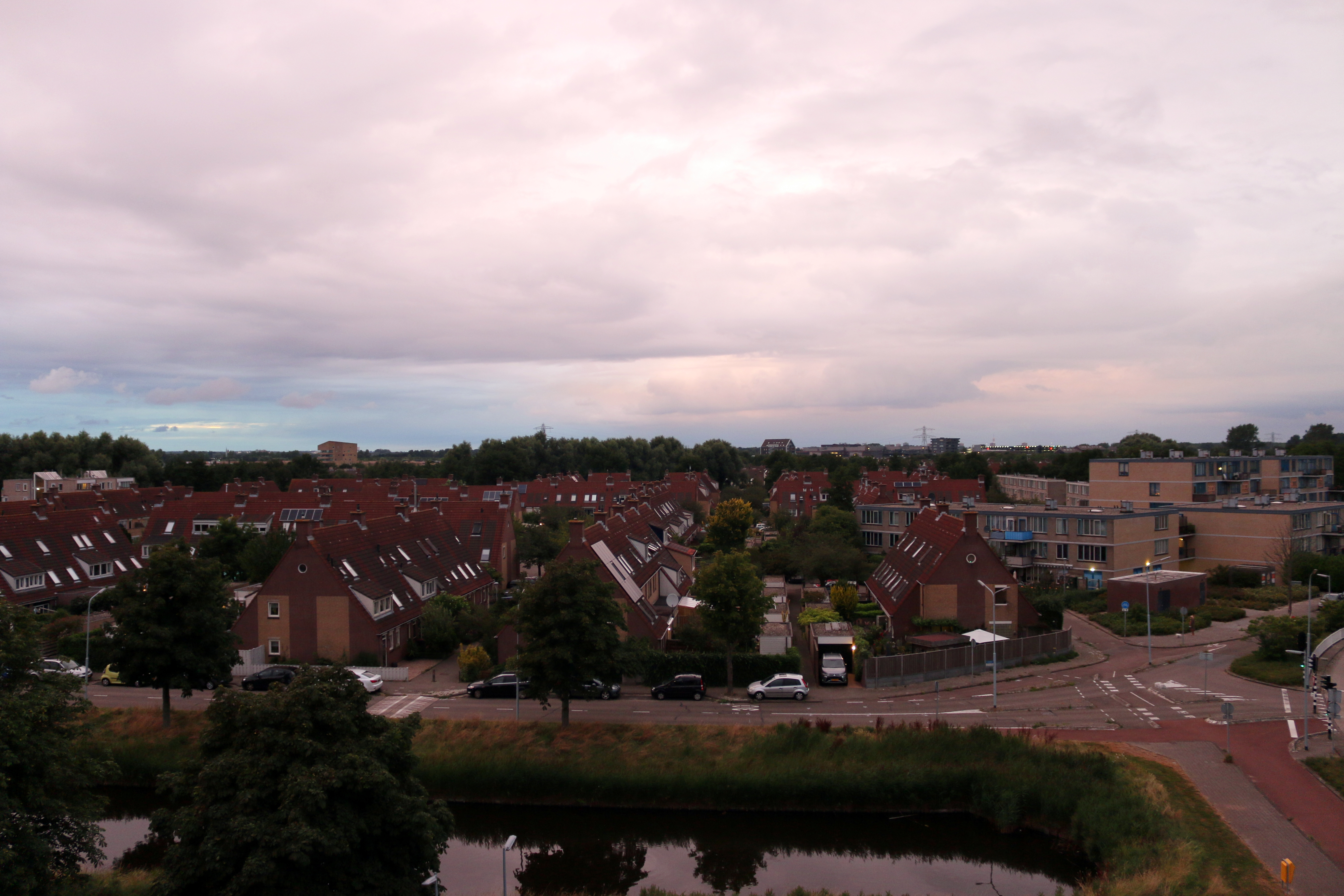
Uitzicht op een deel van de wijk Overbos, vanaf de Steinerbosflat (2016)

In Hoofddorp zijn twee groepen waterscouts gevestigd. Beide zijn lid van de landelijk overkoepelende organisatie Scouting Nederland. Aan de rand van de wijk Overbos heeft de Paula Geertsgroep aan het Leendersbos hun verblijf " 't Honk ". De blokhut van de Sint Maartengroep is sinds 2014 gevestigd nabij de ingang van het Haarlemmermeerse Bos aan de IJweg. Beide groepen hebben ook nog een eiland in de ringvaart nabij Rijsenhout, waar hun zomeractiviteiten plaatsvinden. In Hoofddorp zijn geen "landscouts".

## Kerken

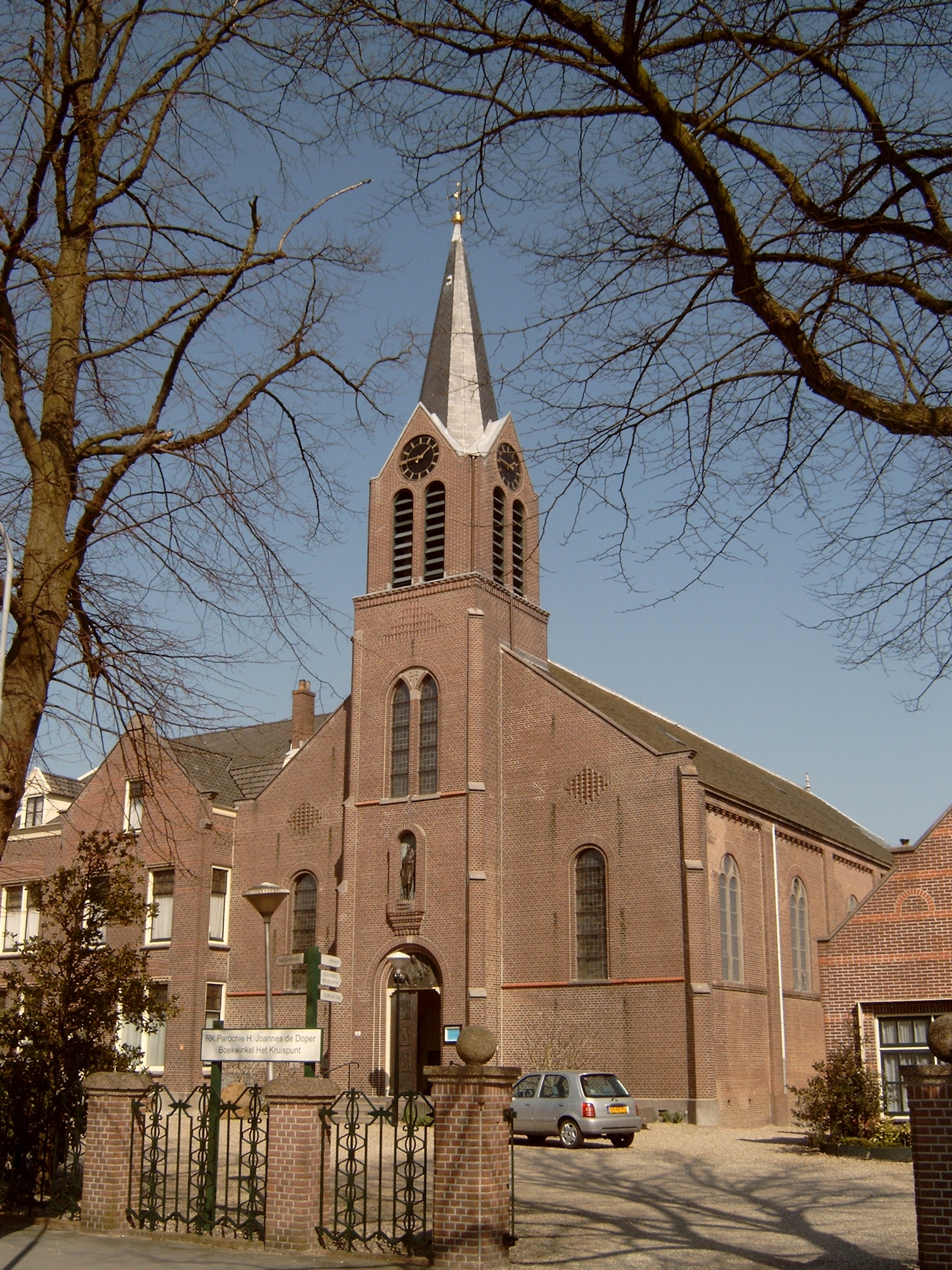
Joannes de Doperkerk

Aan de Kruisweg is de Rooms-Katholieke Joannes de Doperkerk te vinden. Deze kerk van Th. Molkenboer dateert uit 1860. Het dak van de kerk is gedekt met de originele Oegstgeester dakpannen. Ook zijn de oorspronkelijke ruitvormige dakramen nog aanwezig. Achter de kerk is een Bijbelse tuin ingericht. Hier staan religieuze beelden van de kunstenaar Karel Gomes. De kerk behoort toe aan de parochie Joannes de Doper, die ook het parochiehuis aan de Kruisweg bezit. Dit parochiehuis is in 1912 gebouwd en deed van 1913 tot 1985 dienst als klooster (zusterhuis).
Daarnaast is er de Protestantse Gemeente Hoofddorp met de Marktpleinkerk tegenover het Oude Raadhuis in het centrum, het oecumenische centrum De Ark in de wijk Overbos en een kerkgebouw (De Lichtkring) in de wijk Toolenburg. De oudste kerk in Haarlemmermeer, de (witte) Hoofdvaartkerk aan de Hoofdweg Oostzijde, in 1858 gebouwd als Hervormde kerk, is in 2012 door de protestantse gemeente verlaten en verkocht. In dit gebouw is tegenwoordig een restaurant gevestigd.
Verder zijn er:
- De Gereformeerde Gemeente in "het Witte Kerkje" van 1951 aan de Kruislaan in het oude centrum.
- De zelfstandige, baptistische, evangelische gemeente De Meerkerk, met een gebouw aan de oude Bennebroekerweg.
- De Christelijk Gereformeerde kerk met een eigen gebouw (De Graankorrel) aan de IJweg sinds 2020
- De Doopsgezinde Gemeente met kerk ("Vermaning") aan de Hoofdweg Westzijde (dit gebouw is in 1912 gebouwd voor de Nederlandse Protestantenbond).

De rooms-katholieke parochie, de protestantse gemeente en de doopsgezinde gemeente vormen de Raad van Kerken in Hoofddorp.

## Natuur- en recreatiegebieden
De gemeente Haarlemmermeer wordt gekenmerkt door verspreide dorpen met daartussen een open landschap dat voornamelijk bestaat uit Landbouw. In of rond deze dorpen zijn door in de loop der jaren parken en recreatiegebieden aangelegd.
Zo is het Wandelbos aan de Boslaan, tussen het station en het centrum, het oudste park van Hoofddorp. Sinds 2023 wordt dit wandelbos samen met het omliggend groen heraangelegd als Stadspark Hoofddorp. Het nieuwe park moet het centrum van Hoofddorp verbinden met het stationsgebied.
Aan de Wieger Bruinlaan ligt de wilde plantentuin De Heimanshof. Deze tuin werd in 1975 in gebruik genomen als instructieve tuin. Er zijn wilde planten, insecten en vogels te zien in hun natuurlijke omgeving. De tuin is 1 hectare groot en genoemd naar Eli Heimans (1861-1914), een enthousiaste natuurliefhebber. Heimans schreef over de natuur en gaf samen met Jac. P. Thijsse een serie boekjes uit over planten en dieren.
Het Haarlemmermeerse Bos werd in 1979 aangelegd. In 2002 werd tussen Hoofddorp en Vijfhuizen de Floriade gehouden. Dit viel samen met het 150-jarig bestaan van de Haarlemmermeerpolder. De Floriade 2002 vond plaats op het terrein van het vernieuwde Haarlemmermeerse bos en aan de overzijde werd heel nieuw park aangelegd met onder andere de Expo Haarlemmermeer en een uitzichtheuvel, de Big Spotters Hill. Dit nieuwe gedeelte is in beheer gekomen bij Recreatieschap Spaarnwoude. Elk jaar vindt een concours hippique plaats in het bos en ook het muziekfestival Mysteryland is een jaarlijks terugkerend evenement.
De Toolenburgerplas is een recreatiegebied ten zuiden van Hoofddorp, grenzend aan de woonwijk Toolenburg en Floriande. Het recreatiegebied kent een groot meer met daaromheen stranden, wandelpaden en bos.
In 2010 werd begonnen met de aanleg van een metropolitaan stadspark aan de zuidrand van Hoofddorp, genaamd Park 21. Dit park moest komen te liggen op landbouwgebied tussen Hoofddorp en Nieuw Vennep. De plannen tot realisatie van het park zijn mislukt. Enkel de eerste fase in de zuidwesthoek onder de Nieuwe Bennebroekerweg zijn gerealiseerd. Zo zijn er een klimpark, speeltijd en het sportcomplex van de Pioniers verschenen.

## Sport

### Voetbal
Hoofddorp kent verschillende voetbalclubs. De bekendste zijn SV Hoofddorp en SV Overbos die zijn gevestigd respectievelijk tussen de wijken Overbos en Sportdorp aan de IJweg en in de wijk Overbos. S.V. Hoofddorp is de oudste voetbalclub van Hoofddorp en komt voort uit de clubs ETO en de Hoofddorpse Boys. In de jaren zeventig van de 20e eeuw gingen beide clubs samen in S.V. Hoofddorp. Het eerste voetbalstadion was tot de jaren zeventig gevestigd in het Hoofddorpse wandelbos in het centrum van Hoofddorp. Op dezelfde locatie is nu het gemeentehuis en de schouwburg De Meerse te vinden.
Op 10 december 2007 is de derde voetbalclub van Hoofddorp opgericht: VV UNO. Vanwege de grote belangstelling om te voetballen was er bij de bestaande clubs een flinke wachtlijst ontstaan en door een groep vrijwilligers werd VV Uit Nood Ontstaan (UNO) een feit.

### Skiën
In Hoofddorp kan ook geskied worden. Het Skicentrum aan het Arnolduspark heeft een borstelbaan en een indoorbaan (rollerbaan). Van september t/m maart kan men hier skiën en snowboarden.

### Volleybal
In het oosten van Hoofddorp is volleybalclub VCH gehuisvest. De thuishal is de Fanny Blankers Koenhal. Er zijn meerdere hallen in Hoofddorp waar VCH ook gebruik van maakt.

### Sportcomplex Koning Willem-Alexander
Aan de Bennebroekerweg opende in maart 2014 een groot multifunctioneel sportcomplex. In dit complex is ruimte voor een sporthal met 1500 plaatsen, een recreatie- en wedstrijdzwembad met 400 tribuneplaatsen, een combi- en doelgroepenbad en recreatief zwemwater en een turncentrum. Scholen uit de Floriande en sportverenigingen uit Hoofddorp maken gebruik van het sportcomplex.

### Hockey
In het oosten van Hoofddorp ligt de hockeyclub MHC De Reigers.

### Basketbal
Er zijn twee basketbalverenigingen in Hoofddorp. BV Hoofddorp speelt haar wedstrijden in Sportcomplex Koning Willem-Alexander. De andere vereniging, The Challengers, speelt haar wedstrijden in de Fanny Blankers-Koenhal.

### Honkbal
Honkbalvereniging Hoofddorp Pioniers speelt op het hoogste niveau van het Nederlandse honkbal. De club was gevestigd op Sportpark Toolenburg. Daar zijn ook een groot fitnesscentrum, kinderspeelparadijs met pannenkoekenrestaurant, kinderopvang, handbalclub en schietvereniging gevestigd, en de in 2007 opgerichte kleine voetbalclub genaamd UNO. Sinds 2015 is een nieuw honkbalstadion gebouwd aan de zuidkant van Hoofddorp. Dit stadion met meerdere velden voldoet aan Amerikaanse MLB-eisen en kan tijdens een groot toernooi worden uitgebreid tot 30.000 plaatsen. Onder andere het Nederlandse honkbalteam traint op deze locatie.

### Zwemmen
Hoofddorp heeft één openbaar zwembad: in het Sportcomplex Koning Willem-Alexander (SKWA) nabij Zwaanshoek. Daarnaast heeft het Spaarne Ziekenhuis sinds 2005 een zwembad dat wordt gebruikt door zwemschool de Drijver voor het geven van zwemlessen. Het eerste zwembad in Hoofddorp was het Nanningabad uit 1932, een buitenbad. Het bad was gevestigd aan de Geniedijk ter hoogte van de Ter Veenlaan. Veel meer dan een iets uitgebaggerd en afgeschut deel van de Genievaart (een sloot) was het zwembad niet. Er zwommen vissen in het zwembad en de beheerders deden alle moeite om in ieder geval de ratten te weren. In 1972 sloot het Nanningabad en werd vervangen door het in 1971 gebouwde Aldert van der Zwaardbad in het Arnolduspark. Het Aldert van der Zwaardbad was een overdekt zwembad en werd later uitgebreid met een buitenbad en zonneweide. Wegens uitbreiding van de omliggende woonwijken is dit bad afgebroken. Wel is er op het Arnolduspark nog een zwembad waar privé zwemles wordt gegeven. Hierna volgde het Spectrum in de wijk Toolenburg. Dit werd in 2013 gesloten in verband met de opening van het zwembad in het SKWA. In het SKWA wordt zwemles gegeven en ZPCH, de zwem- en poloclub van Hoofddorp, doet er aan verschillende sporten zoals waterpolo, wedstrijdzwemmen en synchroonzwemmen. Ook zwemvereniging De Watervrienden geeft hier zwemles en organiseert zwem- en onderwaterhockeywedstrijden.

### Rugby
Bij sportvereniging VV UNO speelt rugby club 'The Hawks'.

### Atletiek
Bij Atletiek Vereniging Haarlemmermeer gelegen in het Arnolduspark, worden voor jong en oud trainingen & wedstrijden gegeven. 

## Geboren in Hoofddorp
Bekende personen die geboren zijn in Hoofddorp, zijn onder anderen:
- C. Joh. Kieviet (1858 - 1931), onderwijzer en kinderboekenschrijver
- Willem Rip (1903-1959), ARP-politicus en hoogleraar
- Harm van Riel (1907-1980), VVD-politicus
- Jaap Hofland (1925-1986), musicus en arrangeur
- Joke Folmer (1923-2022), verzetsstrijder
- Ari Olivier (1939-2022), oplichter
- Wim Groeneweg (1957), CDA-politicus, vakbondsbestuurder en burgemeester
- Kirsten van Dissel (1971), actrice
- Marieke de Vries (1972), journalist
- Ap Reinders (1973), Burgemeester Stichtse Vecht.
- Nick de Jong (1989), voetballer
- Teuntje Schaefers (1988), handbalster
- Mirco Pruyser (1989), hockeyer
- Mats Stoltenborg (1992), schaatser
- Elodie Hooftman (1992), actrice
- Jeffrey Ket (1993), voetballer
- Merel Freriks (1998), handbalster
- Joey Roggeveen (1998), voetballer
- Rinus van Kalmthout (2000), autocoureur
- Femke Prins (2001), voetbalster

## Bekende inwoners
- Bram Biesterveld, acteur
- Fanny Blankers-Koen, atlete, heeft een groot deel van haar leven in Hoofddorp gewoond. Een sporthal is naar haar vernoemd, en in nieuwbouwwijk Floriande (Sportdorp) een straat.
- Tom Blomberg, radioproducer en presentator
- Jan van Ewijk, honkballer en honkbaljournalist
- Oscar Harris, zanger
- Andy Houtkamp, sportverslaggever
- Dirk van 't Klooster, honkballer
- Richard van der Linden, deelnemer Sterkste Man
- Ari Olivier, meesteroplichter
- Jaïro Riedewald, voetballer
- Robine Salomons, auteur